# Parafia św. Wawrzyńca w Rudkach
Parafia pw. św. Wawrzyńca w Rudkach - parafia należąca do dekanatu Mirosławiec, diecezji koszalińsko-kołobrzeskiej, metropolii szczecińsko-kamieńskiej. Została utworzona 27 lutego 1946. Siedziba parafii mieści się pod numerem 14.

## Miejsca święte

### Kościół parafialny
Kościół pw. św. Wawrzyńca w Rudkach
Kościół parafialny został zbudowany w XX wieku w stylu neogotyckim, poświęcony w 1945. 

### Kościoły filialne i kaplice
- Kościół pw. św. Rocha w Dębołęce
- Kościół pw. św. Antoniego w Golcach
- Kościół pw. Narodzenia Najświętszej Maryi Panny w Karsiborze
- Kościół pw. Narodzenia Najświętszej Maryi Panny w Karsiborze (nowy)
- Kościół pw. Matki Bożej Szkaplerznej w Laskach Wałeckich